# Belisario
Belisario ist eine Oper (Originalbezeichnung: „Tragedia lirica“) in drei Teilen von Gaetano Donizetti. Das Libretto verfasste Salvadore Cammarano. Die erfolgreiche Uraufführung fand am 4. Februar 1836 im Teatro La Fenice in Venedig statt.
Die Geschichte um die historischen Figuren Antonina und Belisarios, dem berühmten Feldherrn des byzantinischen Kaisers Justinian I., ist in dieser Form frei erfunden.

## Handlung

### Vorgeschichte
Belisario wurde in einem Traum geweissagt, dass sein kleiner Sohn Alessi sich dereinst gegen Byzanz erheben würde. Um das zu verhindern – und hinter dem Rücken seiner Frau Antonina, der Mutter des Kindes –, befahl Belisario seinem Sklaven Proclo, Alessi umzubringen; dieser war jedoch nicht dazu in der Lage und setzte das Kind nur in der Wildnis aus. Vor seinem Tod beichtet Proclo Antonina, was er getan hatte. Seitdem hasst Antonina ihren Mann.

### Erster Teil: „Il trionfo“ – Der Triumph
Belisario kehrt siegreich aus einer Schlacht zurück. Seine Tochter Irene freut sich, ihren Vater wiederzusehen. Gemahlin Antonina berichtet Eutropio, dem Anführer der kaiserlichen Leibwache, von Belisarios Vergehen an ihrem Sohn und von ihrer großen Trauer („Sin la tomba è a me negata“). Sie sinnt auf Rache. Eutropio, der sie begehrt, verspricht sie die Erfüllung seiner Wünsche, wenn er sie bei ihren Plänen gegen Belisario unterstützt.
Kaiser Giustiniano spricht auf Belisarios Bitte die Gefangenen frei. Ein gefangener Krieger, der sich Alamiro nennt, über dessen Herkunft aber niemand etwas weiß, möchte bei Belisario bleiben. Auch dieser fühlt sich zu dem jungen Mann hingezogen und möchte ihn, im Gedenken an sein verlorenes Kind, als Sohn adoptieren. Die beiden schwören sich ewige Treue.
Kaum hat Belisario seine Familie begrüßt und Antonina ihm mit Grabesmiene vom Tode des Proclo berichtet, da wird er auch schon verhaftet. Vor Giustiniano und dem Senat bezichtigt Eutropio Belisario, er habe den Mord des Kaisers geplant und man habe einen Brief an seine Frau mit Umsturzplänen entdeckt. Belisario erkennt erstaunt seine eigene Handschrift, meint aber, jemand habe seinem Brief einen gefälschten Text hinzugefügt. Er ruft Antonina als Zeugin an, aber diese behauptet, sie habe den Brief genau so von Belisario erhalten. Dann klagt sie ihn öffentlich an, seinen Sohn ermordet zu haben. Der völlig überraschte und aufgelöste Belisario berichtet von seinem einstigen Traum und gesteht das letztere Verbrechen, zum Entsetzen der Anwesenden. Antonina fordert seinen Tod.

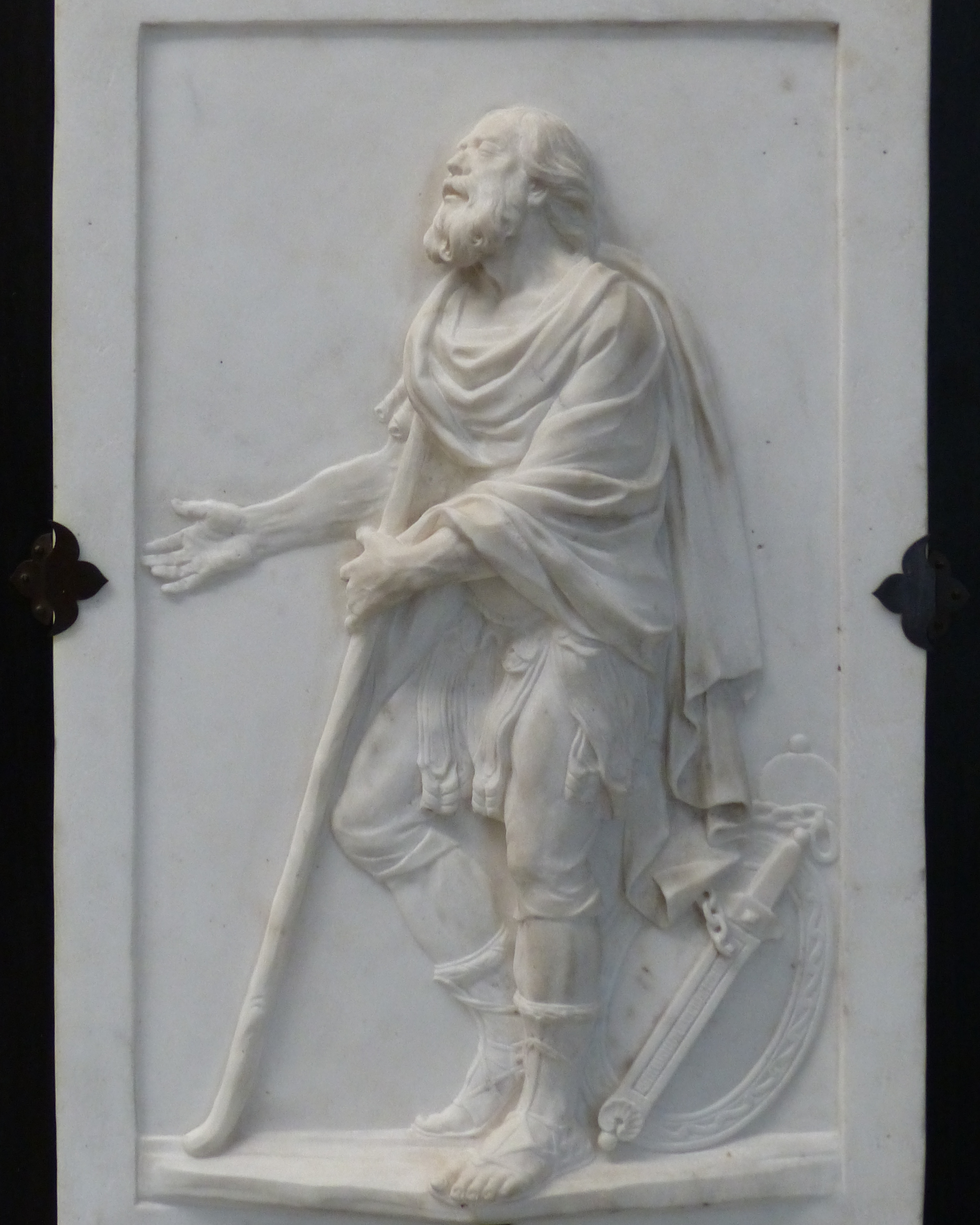
Der blinde Belisario, Marmorrelief von Journet

### Zweiter Teil: „L’esilio“ – Das Exil
Belisarios Todesurteil wurde aufgehoben und in lebenslange Verbannung umgewandelt. Aber, weil Giustiniano zum Urteil die rätselhaften Worte gesprochen hatte, er wolle die Augen Belisarios nie mehr erblicken, lässt Eutropio Belisario blenden. Als Alamiro davon erfährt, leidet er so sehr mit, dass er zuerst selber in ewige Finsternis zu versinken glaubt; doch dann schwört er Rache („Trema Bisanzio!“ („Zittere Byzanz“)). 
Mit leeren Augenhöhlen wird der ehemalige Feldherr aus der Gefangenschaft entlassen. Der Hilflose sehnt sich nach seiner Tochter. Die ist jedoch vor Mitleid ganz verzagt und schafft es anfangs nicht zu sprechen. Doch schließlich gibt sie sich dem Vater zu erkennen und ist entschlossen ihn in ein unbekanntes Exil zu begleiten. Beide sind tief bewegt.

### Dritter Teil: „La morte“ – Der Tod
Irene wandert mit ihrem Vater über Land. Unter einer Palme rasten sie. Soldaten mit ihrem Anführer Alamiro marschieren vorbei. Die Erklärung, man erhebe sich gegen Byzanz, versetzt Belisario in Zorn, er ist dem Kaiser trotz allem ergeben. Irene sieht am Hals des Anführers das christliche Kreuz mit dem gleichen Ornament, das ihr verschollener Bruder zuletzt getragen hat. Die Freude des Vaters und seiner Kinder über das Wiedersehen ist groß.
Antonina bereut inzwischen, was sie getan hat, und gesteht dem Kaiser ihre und Eutropios Intrige gegen Belisario; dieser sei unschuldig. Der Kaiser verurteilt sie spontan zum Tode und Antonina nimmt das Urteil als gerecht an. Ihr einziger und größter Wunsch ist, dass Belisario und der Himmel ihr zuvor vergeben mögen („Da quel dì, che l’innocente“). Da erscheint Irene und berichtet, dass Belisario sich wieder an die Spitze der Armee gestellt und mit seinem tot geglaubten Sohn gegen Byzanz vorrücke. Die Nachricht, dass ihr Sohn Alessi lebt, entlockt Antonina Freudentränen.
Doch Belisario wurde von einem Pfeil getroffen und wird sterbend herein getragen. Der Kaiser versöhnt sich mit seinem ehemaligen Freund. Das Flehen seiner Gattin um Vergebung kann Belisario nicht mehr hören. Von Kaiser und Volk verflucht, bricht die verzweifelte Witwe zusammen.

## Musik

### Orchester
Die Orchesterbesetzung der Oper enthält die folgenden Instrumente:
- Holzbläser: zwei Flöten (2. auch Piccolo), zwei Oboen, zwei Klarinetten, zwei Fagotte
- Blechbläser: vier Hörner, vier Posaunen
- Pauken, große Trommel
- Streicher
- Bühnenmusik: Banda (Quartino, Piccoloflöte, zwei Klarinetten, zwei Hörner, drei Trompeten, zwei Posaunen, Ophikleide)

### Besonderheiten

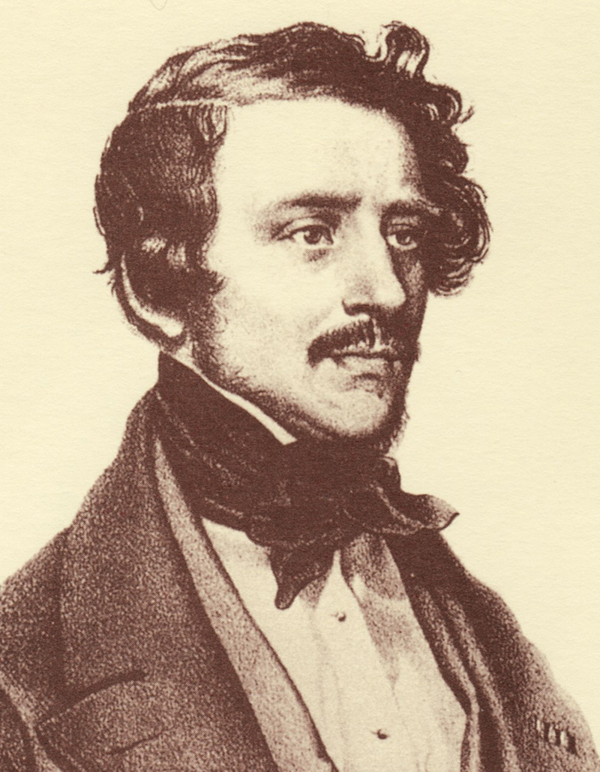
Gaetano Donizetti

Belisario ist stilistisch typisch für Donizettis Werke der mittleren 1830er Jahre. Es ist seine dritte Oper mit einem Bariton als Hauptrolle, nach Il furioso und Torquato Tasso. Angesichts der sehr tragischen Handlung wirkt die Partitur relativ leichtfüßig und extravertiert, besonders in den tänzerisch bewegten Freudengesängen des ersten Aktes und den Chören der Krieger im dritten Akt. Dabei fällt auch ein relativ ausgiebiger Gebrauch von Trompeten auf, die einen eher hellen heldenhaften Klang bewirken – im Gegensatz zu anderen dunkel, warm, weich und romantisch getönten Partituren wie Parisina oder Lucia di Lammermoor. Die Instrumentierung ist hier zugleich auffällig sparsam und durchsichtig. Barblan lobte die Musik zu Belisario sehr, fand sie aber (vielleicht aus den genannten Gründen) etwas „unpersönlich“ („impersonal“). Der individuelle musikalische Charakter der Oper hat wahrscheinlich mit der spätantiken Handlung zu tun, die offenbar etwas andere Inspirationen in Donizetti wachrief als beispielsweise Handlungen im England des 16. oder 17. Jahrhunderts.
Ungewöhnlich klein und im Grunde nicht wirklich die Rolle einer „Primadonna“ ist die Figur der Antonina, die keine der typischen sympathischen Heroinen ist, obwohl ihr Charakter von Donizetti keineswegs plakativ gezeichnet ist – sie handelt nicht einfach aus Bosheit oder Machtgier. Durch die in ihrer Auftrittsarie „Sin la tomba è a me negata“ ausgedrückte ehrliche und tiefe Trauer um ihr von Belisario scheinbar getötetes Kind wird ihre Motivation zumindest bis zu einem gewissen Grade verständlich. Doch Antoninas Stimmung schlägt schnell um und ihre rachsüchtige Cabaletta „O desio della vendetta“ weist deutlich voraus auf einige kämpferische Heroinen des frühen Verdi.

Zu den musikalisch eindringlichsten Schlüsselstellen der Oper gehört das Quartett „Ah, da chi son io tradito!“ im ersten Finale, und der Moment als Antonina Belisarios Kindesmord aufdeckt, seine im Orchester sehr bildlich ausgemalte Reaktion (laut Libretto „vacillando“ = taumelnd) und die darauf folgende stammelnd hervorgebrachte Traumerzählung „Sognai...fra genti...barbari“.
Als eigentlicher musikalischer und emotionaler Höhepunkt der Partitur kann der gesamte zweite Akt gelten. Bewegend ist Alamiros Larghetto-Arie in as-moll „A si tremendo annunzio gelar m’intesi il core!“, in dem er seine Betroffenheit über Belisarios Blendung ausdrückt – die dazugehörige rachsüchtige Cabaletta „Trema Bisanzio!“ im parallelen Dur wird zuweilen als Vorläufer von „Di quella pira“ aus Il trovatore angesehen: Die beiden Arien haben unter anderem die „flammenden“ Gruppetti in der Tenorstimme gemeinsam.

Der darauffolgende Auftritt des blinden Belisario und sein Duett mit Irene rührte die Menschen in der Uraufführung zu Tränen. Ashbrook wies darauf hin, dass dieses Duett ein Vorläufer für Verdis spätere Vater-Tochter-Duette ist. Auch das Terzett von Belisario mit seinen beiden Kindern in Akt III gehört zu den besten Stücken der Partitur. Dass Donizetti gerade die Musik zu den Vater-Kind-Szenen so bewegend und überdurchschnittlich gut gelang, mag am Tode seines eigenen Vaters während oder kurz vor der Komposition gelegen haben (siehe unten: Werkgeschichte).
Der dritte Akt fällt musikalisch durch großen Abwechslungsreichtum auf, eindringlich ist Antoninas Auftritt und Aria „Da quel dì, che l’innocente“ – die abschließende Cabaletta dagegen ist tatsächlich etwas durchschnittlich oder „vorhersehbar“, und kann nicht mit anderen Final-Arien mithalten, die Donizetti für Opern wie Anna Bolena, Sancia di Castiglia, Parisina, Lucrezia Borgia, Maria Stuarda oder Gemma di Vergy erfunden hat.
Was Donizetti selber von der Oper hielt, teilte er seinem Pariser Verleger Pacini mit: „Belisario ist weniger gelehrt, aber ich weiß, dass er im Theater Effekt macht ... Ich selber stufe ihn als Werk unter Lucia ein.“

## Werkgeschichte
Belisario ist die erste Oper, die Donizetti nach Lucia di Lammermoor (UA: 26. September 1835) komponierte, und auch seine erste, die nach dem Tode seines größten und von ihm bewunderten Konkurrenten Vincenzo Bellini entstand († am 23. September 1835). Den Vertrag mit dem venezianischen Teatro La Fenice hatte Donizetti am 26. Juli 1835 unterzeichnet; das Sujet der Oper stand jedoch erst Ende Oktober fest.
Cammaranos Libretto basiert auf Luigi Marchionnis Drama Belisario, das nicht, wie im Originallibretto der Oper fälschlich angegeben, auf einem Drama von Franz Ignaz Holbein basiert, sondern eine italienische Adaption von Eduard von Schenks Belisarius (1820) ist.
Die Entstehung der Oper fällt teilweise in die Zeit der turbulenten Mailänder Premiere von Maria Stuarda; darüber hinaus verstarb im Dezember 1835 Donizettis Vater. Die Proben für die Oper begannen am 13. Januar 1836, einige Tage, nachdem der Komponist in Venedig angekommen war. Donizetti erhielt für Belisario eine Gage von 8000 Francs, eine hohe Summe, die widerspiegelt, wie sehr er mittlerweile geschätzt wurde.

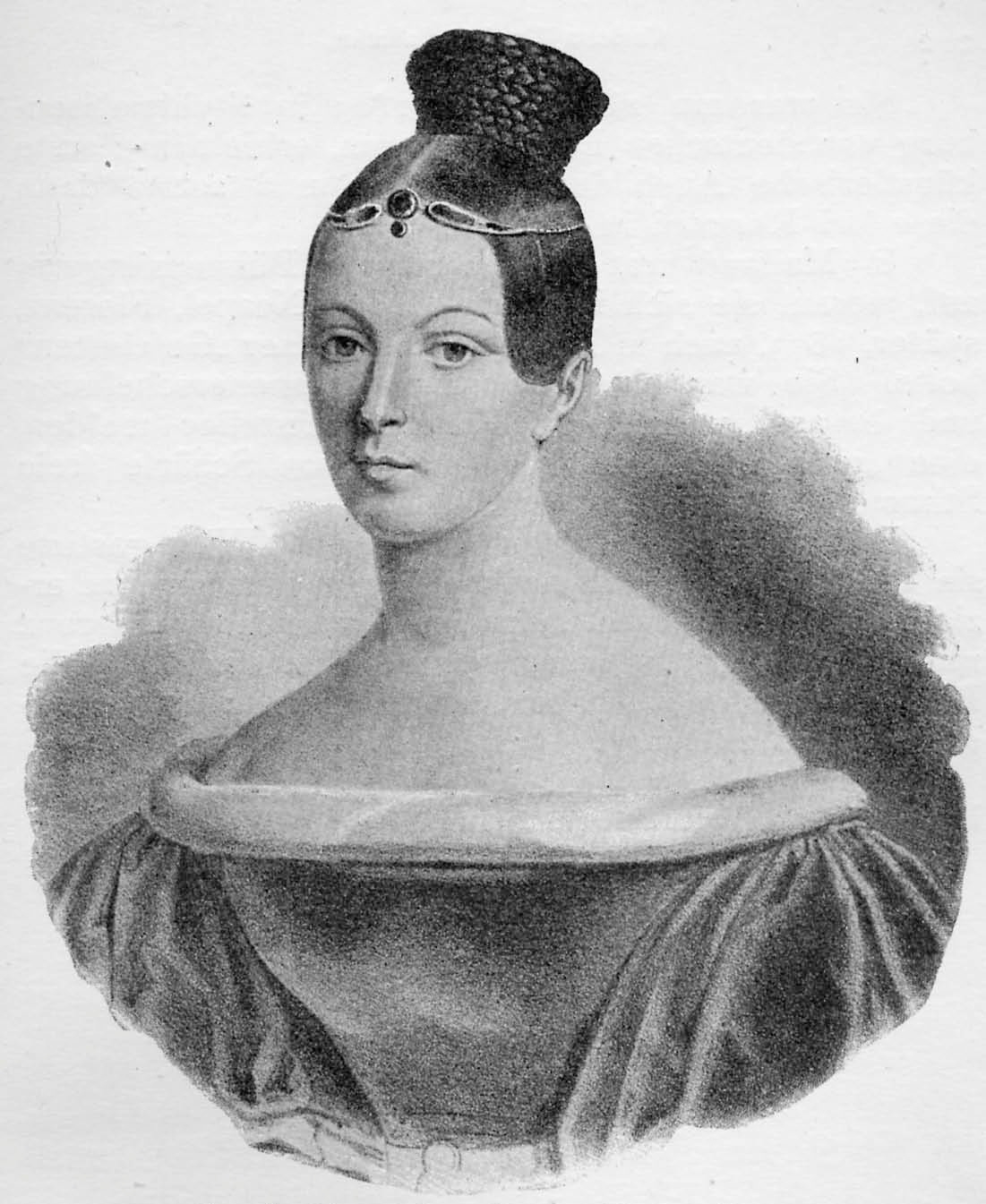
Carolina Ungher, die erste Antonina

Die Uraufführung am 4. Februar 1836 im Teatro La Fenice fand unter dem Dirigat von Gaetano Mares statt. Das Bühnenbild stammte von Francesco Bagnara. Die Hauptrollen sangen Celestino Salvatori als Belisario und die berühmte österreichische Primadonna Caroline Unger als Antonina, außerdem Antonietta Vial (Irene), Ignazio Pasini (Alamiro), Saverio [De] Giorgi (Giustiniano), Amalia Badessi (Eudora), Adone Dall’Oro (Eutropio) und Giovanni Rizzi (Eusebio und Ottario). Belisario war ein Erfolg und der Komponist wurde nach der dritten Aufführung von enthusiastischen Fans mit Fackeln und Musik nach Hause geleitet; bis zum Ende der Saison kam die Oper auf 28 Aufführungen – außerordentlich viel, wenn man bedenkt, dass die Premiere erst im Februar gewesen war. Als besondere Ehrung wurde auch ein Kupferstich mit Porträtmedaillons von Donizetti und seinen vier Belisario-Hauptdarstellern veröffentlicht.
Es folgten viele weitere Aufführungen, vorwiegend in italienischen Städten, aber auch 1836 in Wien (mit Eugenia Tadolini und Ignazio Marini), 1836 und 1843 in Madrid, 1837 in Barcelona und Lissabon, 1842 in Konstantinopel, 1844 in Rio de Janeiro und Santiago, und 1855 in Porto.
Nach längerem Vergessen wurde die Oper zum ersten Mal 1969 am Uraufführungsort, im Teatro La Fenice, mit Leyla Gencer und Giuseppe Taddei aufgeführt. Im selben Jahr nahm Montserrat Caballé die Auftrittsszene und -arie der Antonina „Sin la tomba è a me negata“ für ihre später berühmte Schallplatte mit Donizetti-Raritäten auf. Trotz gelegentlicher Produktionen erlebte Belisario bisher (Stand 2021) keine vergleichbare Renaissance wie Donizettis Anna Bolena oder Maria Stuarda.

## Diskographie

### Bedeutende Einzelaufnahmen
- Scena und Auftrittsarie der Antonina (Akt I): „Plauso! Voci di gioia ... Sin la tomba è a me negata ... O desio della vendetta“, in: Montserrat Caballé - Rossini, Donizetti, Verdi Rarities, mit Ermanno Mauro, London Symphony Orchestra u. a., Dir.: Carlo Felice Cillario (RCA; 1970; später wiederveröffentlicht, u. a. 1992 bei BMG Ariola France)
- (Aria) Finale (Akt III): „Itene al campo ... Da quel dì, che l’innocente ... Egli è spento“, in: Nelly Miricioiu - Bel Canto Portrait (Szenen von Donizetti, Mercadante und Costa), mit Ildebrando D’Archangelo, Alice Coote, Dominic Natoli, Roland Wood, Geoffrey Mitchell Choir, London Philharmonic Orchestra u. a., Dir.: David Parry (Opera Rara: ORR 217; 2001)

### Gesamtaufnahmen
- 1969: Gianandrea Gavazzeni; mit Leyla Gencer, Giuseppe Taddei, Mirna Pecile, Umberto Grilli
- 1970: Adolfo Camozzo; mit Leyla Gencer, Renato Bruson, Mirna Pecile, Umberto Grilli
- 1981: Gianfranco Masini; mit Mara Zampieri, Renato Bruson, Stefania Toczyska, Vittorio Terranova
- 1997: Dan Ratiu; mit Sergei Homov, Ines Salazar, Jacek Strauch, Fran Lubahn, Zoltan Gatamo
- 2013: Mark Elder; mit Nicola Alaimo, Joyce El-Khoury, Camilla Roberts, Russell Thomas (Opera Rara)
- 2021: Riccardo Frizza; mit Simon Lim, Roberto Frontali, Carmela Remigio, Annalisa Stroppa, Celso Albelo, Orchestra Donizetti Opera Bergamo